# Gonfreville
Gonfreville är en kommun i departementet Manche i regionen Normandie i norra Frankrike. Kommunen ligger i kantonen Périers som tillhör arrondissementet Coutances. År 2022 hade Gonfreville 162 invånare.

## Befolkningsutveckling
Antalet invånare i kommunen Gonfreville
| Referens: INSEE |